# Marcel Vacherot
Marcel Gustave Arsène Vacherot (Neuilly-sur-Seine, 11 febbraio 1881 – Pau, 24 maggio 1975) è stato un tennista francese.
Fu il fratello di André Vacherot, quattro volte vincitore degli Internazionali di Francia.

## Palmarès
- Vincitore del campionato Roland-Garros della Francia nel 1902 contro Max Décugis.